# Jardín Botánico Havath-Noy
El Jardín Botánico Havath-Noy es un jardín botánico de administración estatal, situado en Ruppin, Israel. Su código de identificación internacional como institución botánica, así como las siglas de su herbario es RUPPN.

## Localización
Havath-Noy Garden, Ministry of Agriculture Research Post, Ruppin, Israel

## Historia
Fue creado en 1949.

## Colecciones
Sus colecciones albergan unos 1 500 taxones y están compuestas de plantas ornamentales de climas subtropicales con una irrigación limitada.
Presenta regularmente un Index Seminum.